# 1532 Inari
Inari (asteróide 1532) é um asteróide da cintura principal com um diâmetro de 28,1 quilómetros, a 2,8374927 UA. Possui uma excentricidade de 0,0553451 e um período orbital de 1 901,46 dias (5,21 anos).
Inari tem uma velocidade orbital média de 17,18549201 km/s e uma inclinação de 8,7858º.
Esse asteróide foi descoberto em 16 de Setembro de 1938 por Yrjö Väisälä.